# The Death of Poor Joe
The Death of Poor Joe je britský němý film z roku 1901. Režisérem je George Albert Smith (1864–1959). Film trvá zhruba jednu minutu a premiéru měl v březnu 1901. Film byl natočen podle novely Charlese Dickense z roku 1853 Ponurý dům a mezi lety 1954 a 2012 byl pokládán za ztracený, než ho objevila kurátorka Britského filmového institutu Bryony Dixonová. Do té doby byl za nejstarší filmovou adaptaci Dickensovy tvorby považován snímek Scrooge, or, Marley's Ghost, který měl premiéru v listopadu 1901.

## Děj
Film zachycuje dětského zametače Joea, jak v zasněžené ulici umírá na nemoc v náručí policisty.

## Obsazení
| Laura Bayley | Joe       |
| Tom Green    | policista |